# Закон Ротенберга
Зако́н Ротенбе́рга (официально — проект федерального закона № 607554-6 «О внесении изменений в Федеральный закон „О компенсации за нарушение права на судопроизводство в разумный срок или права на исполнение судебного акта в разумный срок“») — законопроект, внесённый депутатом Государственной думы VI созыва от фракции «Единая Россия» В. А. Поневежским.
Неофициальное наименование — «Закон Ротенберга» — получило распространение в российских СМИ — его принятию предшествовали события, связанные с арестом в Италии ряда объектов недвижимого имущества, принадлежащих российскому миллиардеру Аркадию Ротенбергу, попавшему под санкции Евросоюза в связи с событиями на Украине.
Законопроект был принят в первом чтении 8 октября 2014 года, но 21 апреля 2017 года был отклонен во втором чтении и снят с дальнейшего рассмотрения.
Ряд источников связывают отклонение законопроекта с тем, что он вызвал крайне негативные оценки общественности, а также с тем, что 3 апреля 2017 года был принят  Федеральный закон «О внесении изменений в главу 23 части второй Налогового кодекса Российской Федерации» (т.н. «второй "закон Ротенберга"»),  согласно которому физические лица, попавшие под международные санкции, могут добровольно объявить себя нерезидентами Российской Федерации и, таким образом, не платить налоги с доходов, полученных за рубежом.

## Содержание законопроекта
Законопроект предполагает выплату из федерального бюджета компенсаций российским гражданам и организациям, зарубежное имущество которых подвергнуто аресту или другим взысканиям по решениям иностранных судов и других компетентных органов.  
В тексте законопроекта к первому чтению предусмотрено (ст. 5.5.), что одновременно с заявлением о присуждении компенсации, арбитражным судом может быть рассмотрено регрессное требование Российской Федерации к иностранному государству, суд которого вынес неправосудный судебный акт. Исполнение решения об удовлетворении регрессного требования Российской Федерации осуществляется за счет находящегося в России имущества, принадлежащего лицу, по требованию которого иностранным судом был вынесен неправосудный судебный акт. При отсутствии или недостаточности такого имущества исполнение решения об удовлетворении регрессного требования Российской Федерации осуществляется за счет находящегося в Российской Федерации имущества иностранного государства, суд которого вынес неправосудный судебный акт, в том числе и такого, на которое в соответствии с международными договорами Российской Федерации распространяется иммунитет этого государства.
Таким образом, по замыслу авторов, законопроектом обеспечивается принцип взаимности в отношениях между государствами (ст.5.6.).
Аналогичный по содержанию законопроект ранее вносился депутатом от ЕР Михаилом Старшиновым, но не был принят Государственной Думой.

## Оценки и мнения
В Государственной Думе законопроект был поддержан фракцией Единая Россия и профильным комитетом по конституционному законодательству и государственному строительству; по мнению его председателя Владимира Плигина, законопроект преследует цели защиты имущественных интересов жителей Республики Крым и города Севастополя, а не владельцев крупного капитала. Оппозиционные фракции КПРФ, ЛДПР и «Справедливая Россия» законопроект не поддержали; так, депутат от «Справедливой России» Дмитрий Гудков возмущается тем, что проблемы предпринимателей и чиновников, попавших под санкции, будут решаться за счёт всех граждан России; депутат от КПРФ Леонид Калашников считает, что законопроект направлен на защиту предпринимателей, «которые должны были знать, на что идут, когда рассовывали активы по западным странам»; другой депутат от КПРФ Вера Ганзя считает циничным и безнравственным возмещение из федерального бюджета потери российских предприятий и частных лиц, нередко составляющих порядка 20-30 млн евро, в условиях надвигающегося экономического кризиса и сокращения социальных расходов:

На увеличение материнского капитала у них денег нет, а на это — откуда-то нашлись. А регионы нищие. Недавно вернулась из нашего региона, там в одном селе жители плачут — в сельском клубе крыша протекла, нет средств, чтобы починить. Вот им попробовали бы объяснить — зачем поддерживать наших олигархов.
Правительство России летом 2014 г. дало отрицательный отзыв на законопроект за подписью Сергея Приходько, однако к сентябрю 2014 г. сменило свою позицию и согласилось с принятием закона при условии внесения в него отдельных поправок.
Министр экономического развития России Алексей Улюкаев, участвовавший в подготовке первого (отрицательного) отзыва на законопроект, впоследствии[когда?] критиковал его публично, по его мнению этот проект фактически предлагает бюджетную страховку на иностранные активы и тем самым способствует выводу капиталов за рубеж. Министр финансов России Антон Силуанов считает возможные издержки бюджета по выплате компенсаций в связи с принятием закона незначительными.
Верховный Суд направил[когда?] на законопроект отрицательный отзыв за подписью заместителя председателя Василия Нечаева, отметив недопустимость возложения на налогоплательщиков рисков отдельных организаций и граждан, в отношении которых приняты решения иностранными судами (в том числе тех, которые сами инициировали такие разбирательства).
9 ноября[уточнить] в Санкт-Петербурге на Площади Ленина состоялся митинг против Закона Ротенберга. 
Политолог Мария Снеговая связала[когда?] закон с задачей руководства государством «создать дополнительные источники ренты для потенциально ненадежных элит и тем укрепить их лояльность». 
Сам предприниматель Аркадий Ротенберг утверждает[когда?], что не занимается проталкиванием данного закона и не собирается восполнять личные потери за счёт бюджета.